# Primer gobierno de Juan Vicente Herrera
El primer gobierno de Juan Vicente Herrera fue el ejecutivo de Castilla y León entre el 20 de marzo de 2001 y el 4 de julio de 2003, durante la V legislatura de las Cortes de Castilla y León. Estuvo presidido por Juan Vicente Herrera, que iniciaba de este modo un periodo de dieciocho años al frente de la Junta de Castilla y León.

## Historia
Juan Vicente Herrera tomó posesión como presidente de la Junta de Castilla y León el 15 de marzo de 2001 en sustitución de Juan José Lucas, que había sido nombrado ministro de Presidencia por José María Aznar. Herrera anunció la composición de su gobierno el 19 de marzo. El nombramiento de los consejeros se hizo efectivo al día siguiente, tras su publicación en el Boletín Oficial de Castilla y León.

## Composición
| Función                                               | Nombre                                                                                     | Partido | Partido |
| ----------------------------------------------------- | ------------------------------------------------------------------------------------------ | ------- | ------- |
| Presidente                                            | Juan Vicente Herrera                                                                       |         | PP      |
| Vicepresidente Consejero de Educación y Cultura       | Tomás Villanueva Rodríguez                                                                 |         | PP      |
| Consejero de Presidencia y Administración Territorial | Alfonso Fernández Mañueco                                                                  |         | PP      |
| Consejera de Economía y Hacienda                      | Isabel Carrasco Lorenzo                                                                    |         | PP      |
| Consejero de Fomento                                  | José Manuel Fernández Santiago (hasta el 17 de junio de 2003) José Valín Alonso (interino) |         | PP      |
| Consejero de Agricultura y Ganadería                  | José Valín Alonso                                                                          |         | PP      |
| Consejera de Medio Ambiente                           | Silvia Clemente Municio                                                                    |         | PP      |
| Consejero de Sanidad y Bienestar Social Portavoz      | Carlos Javier Fernández Carriedo                                                           |         | PP      |
| Consejero de Industria, Comercio y Turismo            | José Luis Raniero González Vallvé                                                          |         | PP      |